# USART
USART se refere a Universal Synchronous Asynchronous Receiver Transmitter, significando Transmissor/Receptor Universal Síncrono e Assíncrono. É um formato padrão para comunicação de dados de forma serial. Em forma assíncrona, dois fios são usados para transmitir dados, um em cada direção, em regime full-duplex, ou seja, totalmente bi-direcional. Para isso, cada dispositivo deve ter seu clock, e as velocidades devem ser iguais.
Em forma síncrona, uma ponta é mestre e a outra escravo. Um fio é utilizado para dados, em regime half-duplex, ou seja, nos dois sentidos, mas um sentido de cada vez. O outro fio é usado para pulsos de clock emitidos pelo dispositivo mestre.
Os microcomputadores PC costumam ter até 4 portas USART, nomeadas de COM1 a COM4. Entre os dispositivos ligados em protocolo USART estão o modem e o rato (pt-PT) | mouse (pt-BR).